# Kosovo KS09
KS09 var namnet på den 9:e svenska kontingenten i Kosovo; en fredsbevarande enhet som Sverige skickade till Kosovo. 9:e svenska kontingenten Kosovo bestod av en bataljon samt ytterligare förband och stabsofficerare tjänstgörande vid brigadstaben och HQ KFOR. KS09:s bataljonsdelar bestod av strax över 350 män och kvinnor och ytterligare 150 i övriga delar. Kontingenten KS09 var det sista svenska bidraget av bataljonsstorlek i Kosovo.
Den största delen av personalen var grupperad vid Camp Victoria, i Hajvalia utanför Pristina. 

## Förbandsdelar
- Bataljonschef: Övlt Karl Engelbrektson
- Stab- och understödskompani:
- 1. mekaniserade skyttekompaniet:
- 2. mekaniserade skyttekompaniet:
- NSE: